# Hemiplegia
L'hemiplegia és una paràlisi d'una meitat del tronc i extremitats del mateix costat. Quan el grau d'afectació no és complet (parèsia) llavors s'anomena hemiparèsia.

## Etiologia
La causa habitual de l'hemiplegia és un accident vascular cerebral.